# Chromosome 15 humain
- Le chromosome 15 est un des 24 chromosomes humains. C'est l'un des 22 autosomes et l'un des 5 chromosomes acrocentriques.

## Caractéristiques du chromosome 15
- Nombre de paires de base : 100 338 915
- Nombre de gènes : 766
- Nombre de gènes connus : 589
- Nombre de pseudo gènes : 308
- Nombre de variations des nucléotides (S.N.P ou single nucleotide polymorphisme) : 242 274

## Anomalies chromosomiques décrites au niveau du chromosome 15
- Syndrome de Prader-Willi
- Syndrome d'Angelman

## Gènes localisés sur le chromosome 15
On trouve, entre autres, sur le chromosome 15 :
- le gène EYCL3 codant, en partie, la couleur des yeux et dont on distingue deux allèles. L'allèle B est responsable d’une importante présence de la mélanine (pigment brun) dans la partie antérieure de l'iris, et donc des yeux bruns à noirs. L'allèle b est responsable d’une faible présence de mélanine dans cette même partie de l’œil, et donc des yeux clairs (bleus, verts ou gris).
- le gène EYCL2 contrôle la distribution des pigments de l'iris (d'où le fait que certaines personnes n'aient pas des yeux d'une couleur uniforme mais formant des anneaux de différentes couleurs).
- le gène HERC2 contrôle l'enzyme HERC2.

## Maladies localisées sur le chromosome 15
- La nomenclature utilisée pour localiser un gène est décrite dans l'article de celui-ci
- Les maladies en rapport avec des anomalies génétiques localisées sur le chromosome 15 sont :

| Maladies localisées sur le chromosome 15      | Maladies localisées sur le chromosome 15 | Maladies localisées sur le chromosome 15 | Maladies localisées sur le chromosome 15 | Maladies localisées sur le chromosome 15 | Maladies localisées sur le chromosome 15 |
| --------------------------------------------- | ---------------------------------------- | ---------------------------------------- | ---------------------------------------- | ---------------------------------------- | ---------------------------------------- |
| Pathologie                                    | Transmission                             | O.M.I.M                                  | Locus                                    | Gène                                     | Protéine codée par le gène               |
| Bras long                                     |                                          |                                          |                                          |                                          |                                          |
|                                               |                                          |                                          |                                          |                                          |                                          |
|                                               |                                          |                                          |                                          |                                          |                                          |
|                                               |                                          |                                          |                                          |                                          |                                          |
|                                               |                                          |                                          |                                          |                                          |                                          |
|                                               |                                          |                                          |                                          |                                          |                                          |
| Syndrome de Bloom                             | Récessive                                | 210900                                   | q26.1                                    | BLM                                      |                                          |
|                                               |                                          |                                          | q26                                      |                                          |                                          |
|                                               |                                          |                                          |                                          |                                          |                                          |
|                                               |                                          |                                          |                                          |                                          |                                          |
|                                               |                                          |                                          |                                          |                                          |                                          |
|                                               |                                          |                                          |                                          |                                          |                                          |
|                                               |                                          |                                          |                                          |                                          |                                          |
|                                               |                                          |                                          | q25                                      |                                          |                                          |
|                                               |                                          |                                          |                                          |                                          |                                          |
|                                               |                                          |                                          |                                          |                                          |                                          |
|                                               |                                          |                                          |                                          |                                          |                                          |
|                                               |                                          |                                          |                                          |                                          |                                          |
|                                               |                                          |                                          | q24                                      |                                          |                                          |
|                                               |                                          |                                          |                                          |                                          |                                          |
|                                               |                                          |                                          |                                          |                                          |                                          |
|                                               |                                          |                                          |                                          |                                          |                                          |
| Tyrosinémie type 1                            | Récessive                                | 276700                                   | q23-q25                                  | FAH                                      | Fumarylacétoacétate hydrolase            |
| Maladie de Tay-Sachs                          | Récessive                                | 272800                                   | q23-q24                                  | HEXA                                     | Chaine alpha de la beta-hexosaminidase   |
|                                               |                                          |                                          | q23                                      |                                          |                                          |
|                                               |                                          |                                          |                                          |                                          |                                          |
|                                               |                                          |                                          |                                          |                                          |                                          |
|                                               |                                          |                                          |                                          |                                          |                                          |
| Syndrome de Bardet-Biedl                      | Récessive                                | 209900                                   | q22.3                                    | BBS4                                     |                                          |
|                                               |                                          |                                          | q22                                      |                                          |                                          |
|                                               |                                          |                                          |                                          |                                          |                                          |
|                                               |                                          |                                          |                                          |                                          |                                          |
| Syndrome MASS                                 | Dominante                                | 604308                                   | q21                                      | FBN1                                     | Fibrilline 1                             |
| Syndrome de Marfan                            | Dominante                                | 154700                                   | q21                                      | FBN1                                     | Fibrilline 1                             |
|                                               |                                          |                                          | q21                                      |                                          |                                          |
|                                               |                                          |                                          |                                          |                                          |                                          |
|                                               |                                          |                                          |                                          |                                          |                                          |
|                                               |                                          |                                          |                                          |                                          |                                          |
| Dystrophie musculaire des ceintures (Type 2A) | Récessive                                | 253600                                   | q15.1-q21.1                              | CAPN3                                    | Calpaïne 3                               |
|                                               |                                          |                                          | q15                                      |                                          |                                          |
|                                               |                                          |                                          |                                          |                                          |                                          |
| Acidémie Isovalérique                         | Récessive                                | 243500                                   | q14-q15                                  | IVD                                      | Isovaléryl CoA déshydrogénase            |
|                                               |                                          |                                          |                                          |                                          |                                          |
|                                               |                                          |                                          | q14                                      |                                          |                                          |
|                                               |                                          |                                          |                                          |                                          |                                          |
|                                               |                                          |                                          |                                          |                                          |                                          |
| Syndrome d'Andermann                          | Récessive                                | 218000                                   | q13-q14                                  | SLC12A6                                  |                                          |
|                                               |                                          |                                          |                                          |                                          |                                          |
|                                               |                                          |                                          | q13                                      |                                          |                                          |
|                                               |                                          |                                          |                                          |                                          |                                          |
|                                               |                                          |                                          |                                          |                                          |                                          |
|                                               |                                          |                                          |                                          |                                          |                                          |
|                                               |                                          |                                          |                                          |                                          |                                          |
|                                               |                                          |                                          | q12                                      |                                          |                                          |
|                                               |                                          |                                          |                                          |                                          |                                          |
|                                               |                                          |                                          |                                          |                                          |                                          |
| Albinisme oculo-cutané de type II             | Récessive                                | 203200                                   | q11.2-q12                                | OCA2                                     |                                          |
| Syndrome de Prader-Willi                      |                                          | 176270                                   |                                          |                                          |                                          |
| Syndrome d'Angelman                           |                                          | 105830                                   |                                          |                                          |                                          |
| Syndrome Dup15q                               |                                          | Duplication zone q11.2-13.1              |                                          |                                          |                                          |
|                                               |                                          |                                          | q11                                      |                                          |                                          |
|                                               |                                          |                                          |                                          |                                          |                                          |
|                                               |                                          |                                          |                                          |                                          |                                          |
|                                               |                                          |                                          |                                          |                                          |                                          |
| Bras court                                    |                                          |                                          |                                          |                                          |                                          |
|                                               |                                          |                                          |                                          |                                          |                                          |
|                                               |                                          |                                          |                                          |                                          |                                          |
|                                               |                                          |                                          |                                          |                                          |                                          |
|                                               |                                          |                                          |                                          |                                          |                                          |
|                                               |                                          |                                          |                                          |                                          |                                          |
|                                               |                                          |                                          |                                          |                                          |                                          |
|                                               |                                          |                                          |                                          |                                          |                                          |
|                                               |                                          |                                          |                                          |                                          |                                          |
|                                               |                                          |                                          |                                          |                                          |                                          |
|                                               |                                          |                                          |                                          |                                          |                                          |
|                                               |                                          |                                          |                                          |                                          |                                          |
|                                               |                                          |                                          | p11                                      |                                          |                                          |
|                                               |                                          |                                          |                                          |                                          |                                          |
|                                               |                                          |                                          |                                          |                                          |                                          |
|                                               |                                          |                                          |                                          |                                          |                                          |
|                                               |                                          |                                          |                                          |                                          |                                          |
|                                               |                                          |                                          | p12                                      |                                          |                                          |
|                                               |                                          |                                          |                                          |                                          |                                          |
|                                               |                                          |                                          |                                          |                                          |                                          |
|                                               |                                          |                                          |                                          |                                          |                                          |
|                                               |                                          |                                          |                                          |                                          |                                          |
|                                               |                                          |                                          | p13                                      |                                          |                                          |
|                                               |                                          |                                          |                                          |                                          |                                          |
|                                               |                                          |                                          |                                          |                                          |                                          |
|                                               |                                          |                                          |                                          |                                          |                                          |
|                                               |                                          |                                          |                                          |                                          |                                          |

## Sources
- (en) Ensemble Genome Browser
- (en) Online Mendelian Inheritance in Man, OMIM (TM). Johns Hopkins University, Baltimore, MD.